# Giochi di gatti
Giochi di gatti è un film del 1972 diretto da Károly Makk tratto da un romanzo di István Örkény. Fu candidato all'Oscar al miglior film straniero.
Fu presentato in concorso al 27º Festival di Cannes.

## Trama
Orbanne e Giza, due anziane sorelle sono state divise dagli eventi. Una vive nella Germania Ovest assieme al figlio benestante, l'altra è rimasta a vivere a Budapest in un appartamento carico di oggetti e ricordi.